# Droga wojewódzka 585
Die Droga wojewódzka 585 (DW 585) ist eine zwei Kilometer lange Droga wojewódzka (Woiwodschaftsstraße) in der polnischen Woiwodschaft Kujawien-Pommern, die den Bahnhof Toruń Główny in Toruń mit der Droga krajowa 91 verbindet. Die Strecke liegt in der kreisfreien Stadt Toruń.

## Streckenverlauf
Woiwodschaft Kujawien-Pommern, Kreisfreie Stadt Toruń
-  Toruń (Thorn) (A 1, S 10, DK 10, DK 15, DK 80, DK 91, DW 257, DW 273, DW 553, DW 654)